# Revista de Estudios Regionales
La Revista de Estudios Regionales (RER) es una revista cultural y científica española fundada en 1978 y editada por las diez universidades públicas de Andalucía. Surgió por iniciativa de la Facultad de Ciencias Económicas de la Universidad de Málaga y  se publica desde 1977. Etá centrada en estudios de naturaleza regional. Se trata de una publicación multidisciplinar, en la que predominan temas de Economía, Geografía, Ciencia Política, Historia, Sociología, Ciencias Jurídicas y Antropología, aunque también trata otros campos. Tiene una periodicidad cuatrimestral desde 1987.
El órgano de dirección está compuesto por un consejo directivo formado por los diez rectores de cada una de las universidades públicas andaluzas (Almería, Cádiz, Córdoba, Granada, Huelva, Internacional de Andalucía, Jaén, Málaga, Pablo Olavide y Sevilla) y un consejo externo y otro de redacción con representantes de todas las universidades.